# Сірілл Пуже
Сірілл Пуже (фр. Cyrille Pouget, нар. 6 грудня 1972, Мец) — французький футболіст, що грав на позиції нападника.
Виступав, зокрема, за клуб «Мец», а також національну збірну Франції.

## Клубна кар'єра
Народився 6 грудня 1972 року в місті Мец. Вихованець футбольної школи клубу «Мец». У 1993 році він був заявлений за першу команду, а 19 лютого 1994 року дебютував у Лізі 1 у матчі проти «Гавра» (1:0). З сезону 1994/95 став основним гравцем в «Метці» в якому загалом провів чотири сезони, взявши участь у 68 матчах чемпіонату і у останньому сезоні 1995/96 виборов титул володаря Кубка французької ліги.
Влітку 1996 року Пуже відправився у швейцарський «Серветт», але вже через півроку повернувся до Франції, перейшовши у столичний «Парі Сен-Жермен». В тому сезоні Сірілл з парижанами став віце-чемпіоном Франції, учасником Суперкубка УЄФА і з'явився в програному 0:1 фіналі Кубка володарів Кубків проти «Барселони».
Не закріпившись у складі ПСЖ, влітку 1997 року Пуже став гравцем «Гавра», але вже незабаром він дав позитивний результат на анаболічні стероїди (нандролон), за що був дискваліфікований. Через це до кінця 1999 року зіграв лише у 51 матчі Ліги 1, а на початку 2000 року став гравцем «Марселя». У цій команді Сірілл зміг відновити атакувальний дует з Робером Піресом, який існував ще в «Меці». Проте вже влітку Пірес покинув клуб, а в кінці того ж року з клубу пішов і Пуже, перейшовши у «Беллінцону», де дограв сезон у другому швейцарському дивізіоні.
З літа 2001 року провів по сезону у Лізі 2 за клуби «Сент-Етьєн» та «Мец», проте на поле виходив нечасто
Завершував професійну ігрову кар'єру у люксембуррзькому клубі «Женесс», за команду якого виступав протягом 2003—2006 років. У 2004 році він виграв з ним чемпіонат Люксембургу, а в 2006 році став віце-чемпіоном, після чого закінчив свою спортивну кар'єру.

## Виступи за збірну
24 січня 1996 року дебютував в офіційних іграх у складі національної збірної Франції в товариському матчі проти Португалії (3:2). У лютому та березні того ж року зіграв ще по одному товариському матчі, після чого за збірну більше не грав.

## Титули і досягнення
- Володар Кубка французької ліги (1):

«Мец»: 1995–96
- Чемпіон Люксембургу (1):

«Женесс»: 2003–04